# Echion (Freier der Penelope)
Echion (altgriechisch Ἐχίων, genauer Ἐχίονος ‚Sohn der Viper‘ von ἔχις} echis, deutsch ‚Viper‘) ist in der griechischen Mythologie einer der Freier der Penelope, der Frau des Odysseus und der Mutter des Telemachos. Echion stammt wie andere Freier von der benachbarten Insel Dulichion.